# فيكيكي
فيكيكي هي مدينة في تيمور الشرقية، تقع في بلدية فيكيك، بلغ عدد سكانها 6,078 نسمة.